# Conrad Haußmann
Pour les articles homonymes, voir Hausmann.
Conrad Haußmann (parfois écrit Konrad ; né le 8 février 1857 à Stuttgart - mort le 11 février 1922 à Stuttgart), d'abord militant du Verband für internationale Verständigung, fut membre du DDP, et devint un parlementaire influent de la république de Weimar : élu député, il fit partie du Reichstag dont il fut le vice-président.

## Biographie

### Formation
Haußmann est issu d'une famille du Wurtemberg imprégnée des idéaux démocratiques. Son père Julius Haußmann (de) avait pris part à la Révolution de 1848 dans le royaume de Wurtemberg. Après avoir passé l'Abitur dans sa ville natale de  Stuttgart, Conrad Haußmann poursuivit ses études de droit à l'école cantonale de Zurich, puis à l'Université Louis-et-Maximilien de Munich, à l’Université Humboldt de Berlin et à l’université de Tübingen et fut nommé en 1883 juge au tribunal de Stuttgart. En 1907, il fonda avec son ami Hermann Hesse et Ludwig Thoma le journal politico-littéraire März, où il écrivait sous le pseudonyme de Heinrich Hutter. Haußmann, très impliqué dans la réconciliation franco-allemande, invita des auteurs français comme Anatole France ou Jean Jaurès à rédiger des articles pour son journal.

### Militant politique
Haußmann milita dès sa jeunesse au Volkspartei de Wurtemberg, qui devint en 1910 la branche régionale du Parti populaire progressiste. À la fin de la  Première Guerre mondiale, il fut l'un des fondateurs du Parti démocrate allemand (DDP) et joua un rôle décisif dans l'adhésion des Démocrates du Wurtemberg à son mouvement.

### Député au Reichstag
Haußmann fut, de 1889 à sa mort, député des États (de) du royaume de Wurtemberg ; en 1918, il était élu à la Chambre Basse des États Royaux du Royaume de Wurtemberg, puis de 1919 député du parlement de l'État populaire libre de Wurtemberg (de).
De 1890 à 1918, il fut député au Reichstag, élu de la 9e circonscription du Wurtemberg (Grand-bailliage de Balingen, de Rottweil, de Spaichingen, de Tuttlingen). En 1919-20, il prit part à l’Assemblée nationale de Weimar, dont il fut vice-président. À ce titre, il rédigea le préambule de la nouvelle loi constitutionnelle (Ausschuß zur Vorberatung des Entwurfs einer Verfassung des Deutschen Reichs). Il conserva jusqu'à sa mort son mandat de député au Reichstag.

## Emplois publics
Haußmann fut secrétaire d’État du cabinet Max von Baden en 1918. Son fils Wolfgang Haußmann (de) (1903–1989) sera ministre de la Justice du Bade-Wurtemberg de 1953 à 1966.